# أوبن دي إن إس
أوبن دي إن إس هي شركة وخدمة تمد نظام أسماء النطاقات من خلال إضافة بعض الميزات مثل الحماية من التصيد الاحتيالي وتصفية المحتوى بشكل اختياري، بالإضافة إلى البحث من خلال نظام أسماء النطاقات، إذا كانت خدمة نظام أسماء النطاقات مستعمل.
الشركة تستضيف منتج امن الحوسبة السحابية، المظلة، صممت لحماية عملاء المشروع من البرامج الضارة، التصيد الاحتيالي والهجوم المستهدف على الإنترنت. اوبن دي ان اس شبكة عالمية تعالج بما بمقدار 100 بليون استعلام عن نظام اسماءالنطاقات يوميا من 85 مليون مستخدم خلال 25 مركز بيانات من جميع انحاء العالم.
في السابق وفرت اوبن دي ان اس خدمة اعلانية مدعومة، تظهر اعلانات ذات صلة عند طلبنا لظهور نتيجة البحث وخدمة مدفوعة خالية من الاعلانات. والخدمات التي تقوم على البرمجيات المملوكة للشركة
في 27 من أغسطس عام 2015 , اكتسبت شركة سيسكو اوبن دي ان اس بمقدار 635 مليون دولار جميعها عملات نقدية، بالإضافة إلى الحفاظ على الحوافز المقدمة إلى اوبن دي ان اس، وصرحت شركة سيسكو انها تهدف إلى اكمال تطوير اوبن دي ان اس مع منتجأامن الحوسبة السحابية، وأنها ستكمل خدماتها الحالية. أعيدت تسمية خدمات أوبن دي إن إس التجارية لتصبح مظلة سيسكو، والمنتجات الاصلية احتفظت باسم اوبن دي إن إس.

## الخدمات والمنتجات
اسم اوبن دي ان اس يشير إلى مفهوم نظام أسماء النطاقات المفتوح، حيث الاستعلامات من أي مصدر مقبولة، هي لا تتعلق بالبرمجيات مفتوحة المصدر، الخدمات موجودة على اساس البرمجيات مغلقة المصدر.
|               | آي بي في4 عناوين | آي بي في6 عناوين                |
| ------------- | --- | ------------------------------- |
| معياري        | - 208.67.222.222 (resolver1.opendns.com) - 208.67.220.220 (resolver2.opendns.com) - 208.67.222.220 (resolver3.opendns.com) - 208.67.220.222 (resolver4.opendns.com) | - 2620:0:ccc::2 - 2620:0:ccd::2 |
| الدرع العائلي | - 208.67.222.123 (resolver1-fs.opendns.com) - 208.67.220.123 (resolver2-fs.opendns.com)                                                                             | –                               |

### نظام أسماء النطاقات (DNS)
اوبن دي ان اس تقدم نظام أسماء النطاقات كقرار بديل لاستخدام مقدمي خدمة الإنترنت، خوادم نظام أسماء النطاقات أو خوادم مثبتة محليا. اوبن دي ان اس تبنت ودعمت برتوكول امن منحنى نظام أسماء النطاقات.
ويقدم الخدمات التالية، عناوين خادم الاسم  للاستخدام العام، معين إلى اقرب موقع خادم العمليات من خلال توجيهات.
ويقدم الخدمات التالية، عناوين خادم الاسم كجزء من درع العائلة. مراقبة الاهل تمنع ظهور المواد الاباحية وخوادم الوكيل ومواقع التصيد الاحتيالي.
في يوليو 2013 صرحت اوبن دي ان اس انها تعاملت مع أكثر من 50 بليون طلب لنظام أسماء النطاقات يوميا.
في العديد من الحالات اوبن دي ان اس قدمت اداء ضئيل، لكنها قد تعالج استعلامات اسرع من موفر خدمة الإنترنت ذات خوادم دي ان اس بطيئة. نتيجة استعلامات دي ان اس احيانا تخزن مؤقتا في جهاز التوجيه، نظام التوجيه المحلي أو التطبيق، فالاختلافات في السرعة قد تكون واضحة فقط عند طلب عدم التخزين المحلي المؤقت.

### خدمات ال دي ان اس في الحماية العائلية
في13 من مايو عام 2007, اوبن دي ان اس اطلقت خدمة حظر المجال لحظر مواقع الويب أو غير المواقع التي تمت زيارتها بنائا على الاقسام، تسمح بالتحكم بنوع المواقع التي يتم زيارتها. والاقسام التي يمكن تجاوزها من خلال التحكم الفردي بالقائمة السوداء والقائمة البيضاء. في عام 2008 اوبن دي ان اس غيرت من قائمة مغلقة لحظر المجالات إلى قائمة مدفوعة مسبقا، تسمح للمتابعين لاقتراح مواقع ليتم حظرها، إذا كان عدد كاف من المتابعين يتفق مع تصنيف الموقع، يتم إضافة الموقع إلى التصنيف المناسب للحظر. اعتبارا من 2014 كان هناك أكثر من 60 تصنيف. الخدمة الاساسية ل اوبن دي اس ان لا تتطلب من المستخدمين التسجيل، لكن الميزات المخصصة للحظر تتطلب التسجيل.
وغيرها من الميزات المضمنة مجانا تضم تصفية التصيد الاحتيالي. اوبن دي ان اس تعمل على تشغيل خدمة خزان التصيد تسمح للمستخدمين من عرض المواقع المشتبعة بعملية التصيد الاحتيالي.
اوبن دي ان اس تدعم بروتوكول سرداب دي ان اس الذي يصادق حركة دي ان اس بين مستخدمي الحاسوب وخدمة الاسم. هذا يتطلب تثبيت البرمجيات الحرة على الاجهزة المعتمدة.
في كانون الأول 2007 بدئت اوبن دي ان اس بعرض خدمة أو-ماتيك دي ان اس مجانا  لتقدم طرق إرسال ديناميكية دي ان اس تحديثات عديدة لمقدمي خدمة ديناميكية ال دي ان اس باستخدام واجهة برمجة الحاسوب. في تشرين الأول عام 2009 اوبن دي ان اس اطلقت خدمات متميزة مشحونة تسمى هوم في أي بي تقدم زيادة في التقترير ومميزات الحظر وخدمات أخرى.